# Wilfred Arnold
Charles Wilfred Arnold (wym. [ʧɑrlz ˈwɪlfrɪd ˈɑrnəld]; ur. 12 lutego 1903 w Ormskirk, zm. 9 czerwca 1970 w Londynie) – angielski dyrektor artystyczny, młodszy brat Normana G. Arnolda, pełniącego funkcję głównego scenografa w londyńskim Islington Studios. Znany ze współpracy z Alfredem Hitchcockiem przy kilku niemych produkcjach reżysera oraz ze studiem Hammer Film Productions (między innymi Stolen Face; 1952).

## Wybrana filmografia
Opracowano na podstawie materiału źródłowego:

- Lokator (1927)
- Ring (1927)
- Żona farmera (1928)
- Szampan (1928)
- Człowiek z wyspy (1929)
- Szantaż (1929)
- Miliony Brewstera (1935)
- Święty w Londynie (1939)
- Kobieta bez imienia (1950)
- Stolen Face (1952)
- Bezgraniczny strach (1958)
- Tajemnica starej kopalni (1959)